# Adolf Lucemburský
Adolf I. Lucemburský (lucembursky Adolph Wilhelm Carl August Friedrich von Nassau), 24. červenec 1817 zámek Biebrich, Wiesbaden – 17. listopad 1905 zámek Hohenburg), byl lucemburský velkovévoda v letech 1890–1905 a poslední vládnoucí nasavský vévoda v letech 1839–1866. Byl prvním lucemburským velkovévodou z dynastie Nassau-Weilburg.

## Rodina
Adolf byl synem předchozího nasavského vévody Viléma Nasavského a jeho ženy Luisy Sasko-Hildburghausenské.
Jeho nevlastní sestra Žofie Nasavská si v roce 1857 vzala za manžela švédského krále Oskara II.
Adolf se v roce 1844 oženil s ruskou velkokněžnou Alžbětou Michailovnou, ta však o rok později zemřela při porodu dcery, která nepřežila rovněž.
Vévoda Adolf se v roce 1851 podruhé oženil s Adelheidou Marií von Anhalt-Dessau, která mu porodila 5 dětí, z nichž pouze dvě, Vilém a Hilda, se dočkaly jeho nástupu na lucemburský trůn.
- 1. Vilém IV. Lucemburský (22. 4. 1852 – 25. 2. 1912), velkovévoda lucemburský a titulární vévoda nasavský od roku 1905 až do své smrti
  - ⚭ 1893 Marie Anna Portugalská (13. 7. 1861 Wertheim am Main – 31. 7. 1942 New York)
- 2. Fridrich Pavel Vilém Nasavský (28. 9. 1854 Wiesbaden – 23. 10. 1855 tamtéž)
- 3. Marie Nasavská (14. 11. 1857 Wiesbaden – 28. 12. 1857 tamtéž)
- 4. František Josef Vilém Nasavský (30. 1. 1859 Wiesbaden – 2. 4. 1875 Vídeň)
- 5. Hilda Nasavská (5. 11. 1864 Wiesbaden – 8. 2. 1952 Badenweiler)
  - ⚭ 1885 Fridrich II. Bádenský (9. 7. 1857 Karlsruhe – 8. 8. 1928 Badenweiler), velkovévoda bádenský v letech 1907–1918, hlava rodu Zähringů od roku 1907 až do své smrti

Adolfova neteř Emma Waldeck-Pyrmont se v roce 1879 provdala za jeho příbuzného, nizozemského krále Viléma III.

## Vláda

### v Nasavsku
Nasavské vévodství bylo vytvořeno v roce 1806. Při pádu ze schodů náhle zemřel 9. ledna 1816 vévoda Fridrich Vilém Nasavsko-Weilburský a Nasavské vévodství tak v roce 1816 zdědil jeho syn Vilém. Po Vilémově smrti v roce 1839 zdědil vévodství právě jeho nejstarší syn Adolf.
Vévoda Adolf však v roce 1866 během prusko-rakouské války podporoval Rakouského císařství, které bylo poraženo a Nasavsko jako jeho spojenec byl obsazeno a anektováno Pruskem. Vévoda Adolf byl zbaven trůnu a vévodství se stalo součástí Pruska resp. pruského království jako provincie Hesensko-Nasavsko. Vévoda Adolf tak přišel o faktickou vládu v Nasavsku (titul mu zůstal), kde vládl od počátků jeho rod Nasavských.

### v Lucembursku
Vévoda Adolf ale nezůstal s prázdnou. Když v roce 1890 zemřel jeho vzdálený bratranec a manžel jeho neteře, nizozemský král a lucemburský velkovévoda Vilém III., nastoupila v Nizozemsku na trůn jeho jediná dcera Vilemína. Lucemburská ústava a rodinný pakt Nassavské dynastie však nepřipouštěl převzetí vlády v Lucembursku ženám, pokud žili další mužští členové rodu schopní vlády (podle salického práva, přesněji polosalického práva). Proto se v roce 1890, v rámci ústavy, dynastické dohody a také přičiněním vládnoucích kruhů (s vidinou obohacení), stal lucemburským vévodou Adolf. Velkovévoda Adolf vládl Lucembursku až do své smrti roku 1905. Jeho potomci vládnou Lucembursku dodnes.
Po jeho smrti 17. listopadu 1905 se stal velkovévodou lucemburským a titulárním vévodou nasavským jeho syn Vilém IV.

## Vývod z předků
|                   |                                              |  |                                             |                                                  |  |  |  |  |  |  |  | Karel August Nasavsko-Weilburský |
|                   |                                              |  |                                             |                                                  |  |  |  |  |  |  |  |                                  |
|                   | Karel Kristián Nasavsko-Weilburský           |  |                                             |                                                  |  |  |  |  |  |  |  |                                  |
|                   |                                              |  |                                             |                                                  |  |  |  |  |  |  |  |                                  |
|                   |                                              |  |                                             | Augusta Nasavsko-Idsteinská                      |  |  |  |  |  |  |  |                                  |
|                   |                                              |  |                                             |                                                  |  |  |  |  |  |  |  |                                  |
|                   | Fridrich Vilém Nasavsko-Weilburský           |  |                                             |                                                  |  |  |  |  |  |  |  |                                  |
|                   |                                              |  |                                             |                                                  |  |  |  |  |  |  |  |                                  |
|                   |                                              |  |                                             | Vilém IV. Oranžský                               |  |  |  |  |  |  |  |                                  |
|                   |                                              |  |                                             |                                                  |  |  |  |  |  |  |  |                                  |
|                   | Karolína Oranžsko-Nasavská                   |  |                                             |                                                  |  |  |  |  |  |  |  |                                  |
|                   |                                              |  |                                             |                                                  |  |  |  |  |  |  |  |                                  |
|                   |                                              |  |                                             | Anna Hannoverská                                 |  |  |  |  |  |  |  |                                  |
|                   |                                              |  |                                             |                                                  |  |  |  |  |  |  |  |                                  |
|                   | Vilém Nasavský                               |  |                                             |                                                  |  |  |  |  |  |  |  |                                  |
|                   |                                              |  |                                             |                                                  |  |  |  |  |  |  |  |                                  |
|                   |                                              |  |                                             | Vilém Ludvík z Kirchbergu                        |  |  |  |  |  |  |  |                                  |
|                   |                                              |  |                                             |                                                  |  |  |  |  |  |  |  |                                  |
|                   | Vilém Jiří ze Sayn-Hachenburgu               |  |                                             |                                                  |  |  |  |  |  |  |  |                                  |
|                   |                                              |  |                                             |                                                  |  |  |  |  |  |  |  |                                  |
|                   |                                              |  |                                             | Luisa Salm-Dhaun                                 |  |  |  |  |  |  |  |                                  |
|                   |                                              |  |                                             |                                                  |  |  |  |  |  |  |  |                                  |
|                   | Luisa Isabela z Kirchbergu                   |  |                                             |                                                  |  |  |  |  |  |  |  |                                  |
|                   |                                              |  |                                             |                                                  |  |  |  |  |  |  |  |                                  |
|                   |                                              |  |                                             | Jindřich XI. Reuss Greiz                         |  |  |  |  |  |  |  |                                  |
|                   |                                              |  |                                             |                                                  |  |  |  |  |  |  |  |                                  |
|                   | Isabela Augusta Reussová z Greiz             |  |                                             |                                                  |  |  |  |  |  |  |  |                                  |
|                   |                                              |  |                                             |                                                  |  |  |  |  |  |  |  |                                  |
|                   |                                              |  |                                             | Konradina Eleonora Reuss Köstritz                |  |  |  |  |  |  |  |                                  |
|                   |                                              |  |                                             |                                                  |  |  |  |  |  |  |  |                                  |
| Adolf Lucemburský |                                              |  |                                             |                                                  |  |  |  |  |  |  |  |                                  |
|                   |                                              |  |                                             |                                                  |  |  |  |  |  |  |  |                                  |
|                   |                                              |  | Arnošt Fridrich II. Sasko-Hildburghausenský |                                                  |  |  |  |  |  |  |  |                                  |
|                   |                                              |  |                                             |                                                  |  |  |  |  |  |  |  |                                  |
|                   | Arnošt Fridrich III. Sasko-Hildburghausenský |  |                                             |                                                  |  |  |  |  |  |  |  |                                  |
|                   |                                              |  |                                             |                                                  |  |  |  |  |  |  |  |                                  |
|                   |                                              |  |                                             | Karolína z Erbach-Fürstenau                      |  |  |  |  |  |  |  |                                  |
|                   |                                              |  |                                             |                                                  |  |  |  |  |  |  |  |                                  |
|                   | Fridrich Sasko-Altenburský                   |  |                                             |                                                  |  |  |  |  |  |  |  |                                  |
|                   |                                              |  |                                             |                                                  |  |  |  |  |  |  |  |                                  |
|                   |                                              |  |                                             | Arnošt August I. Sasko-Výmarsko-Eisenašský       |  |  |  |  |  |  |  |                                  |
|                   |                                              |  |                                             |                                                  |  |  |  |  |  |  |  |                                  |
|                   | Ernestina Sasko-Výmarská                     |  |                                             |                                                  |  |  |  |  |  |  |  |                                  |
|                   |                                              |  |                                             |                                                  |  |  |  |  |  |  |  |                                  |
|                   |                                              |  |                                             | Žofie Šarlota Braniborsko-Bayreuthská            |  |  |  |  |  |  |  |                                  |
|                   |                                              |  |                                             |                                                  |  |  |  |  |  |  |  |                                  |
|                   | Luisa Sasko-Hildburghausenská                |  |                                             |                                                  |  |  |  |  |  |  |  |                                  |
|                   |                                              |  |                                             |                                                  |  |  |  |  |  |  |  |                                  |
|                   |                                              |  |                                             | Karel Ludvík Fridrich Meklenbursko-Střelický     |  |  |  |  |  |  |  |                                  |
|                   |                                              |  |                                             |                                                  |  |  |  |  |  |  |  |                                  |
|                   | Karel II. Meklenbursko-Střelický             |  |                                             |                                                  |  |  |  |  |  |  |  |                                  |
|                   |                                              |  |                                             |                                                  |  |  |  |  |  |  |  |                                  |
|                   |                                              |  |                                             | Alžběta Sasko-Hildburghausenská                  |  |  |  |  |  |  |  |                                  |
|                   |                                              |  |                                             |                                                  |  |  |  |  |  |  |  |                                  |
|                   | Šarlota Georgina Meklenbursko-Střelická      |  |                                             |                                                  |  |  |  |  |  |  |  |                                  |
|                   |                                              |  |                                             |                                                  |  |  |  |  |  |  |  |                                  |
|                   |                                              |  |                                             | Jiří Vilém Hesensko-Darmstadtský                 |  |  |  |  |  |  |  |                                  |
|                   |                                              |  |                                             |                                                  |  |  |  |  |  |  |  |                                  |
|                   | Frederika Hesensko-Darmstadtská              |  |                                             |                                                  |  |  |  |  |  |  |  |                                  |
|                   |                                              |  |                                             |                                                  |  |  |  |  |  |  |  |                                  |
|                   |                                              |  |                                             | Marie Luisa Leiningensko-Falkenbursko-Dagsburská |  |  |  |  |  |  |  |                                  |
|                   |                                              |  |                                             |                                                  |  |  |  |  |  |  |  |                                  |